# Parotocinclus minutus
Parotocinclus minutus är en fiskart som beskrevs av Garavello, 1977. Parotocinclus minutus ingår i släktet Parotocinclus och familjen Loricariidae. Inga underarter finns listade i Catalogue of Life.